# Sparirò
Sparirò è un brano musicale scritto ed  interpretato dal cantante italiano Luca Dirisio, pubblicato nel 2006 come primo singolo estratto dall'album La vita è strana.
Il brano ha partecipato al cinquantaseiesimo festival della canzone italiana nella categoria "Uomini", dove però è stato eliminato al primo turno.

## Il video
Il video musicale prodotto per Sparirò è stato prodotto dalla Run Multimedia e diretto dal regista Gaetano Morbioli.

## Tracce
1. Sparirò – 3:47

## Classifiche
| Classifica dei singoli | Posizione |
| ---------------------- | --------- |
| Italia                 | 9         |